# Argiszti II
Argiszti II – król Urartu w latach 714–685 p.n.e., syn Rusy I. 
Argiszti II objął panowanie w Urartu w 714 roku p.n.e. – po samobójstwie Rusy I wskutek zburzenia przez Sargona II miasta Musasir, ośrodka kultu naczelnego bóstwa Urartu – Chaldiego. Wojna asyryjsko-urartyjska zakończyła się pokojem, którego warunkiem był swobodny dostęp Asyryjczyków do kopalni żelaza, lasów i szlaków handlowych na obszarach, które dotychczas znajdowały się pod ścisłą kontrolą Urartu. Prawdopodobnie Urartu płaciło też Asyrii daninę. Niektórzy historycy uważają, że państwo Argisztiego II znajdowało się w gospodarczej zależności od Asyrii.
Z upływem czasu stosunki między dwoma państwami pogarszały się: wywiad asyryjski, którego doniesienia zachowały się w postaci tabliczek glinianych w archiwach asyryjskich, informował króla asyryjskiego o starciach na obszarach przygranicznych. Argiszti II nie decydował się na okazywanie otwartej wrogości wobec Asyrii i skupił swoją działalność na umocnieniu obszarów centralnych i Zakaukazia. Zachowały się tabliczki z informacją o budowie kanału i założeniu winnicy w centrum państwa oraz wyprawie wojennej na wschód. Część badaczy uważa, że Argiszti II dotarł do Morza Kaspijskiego, inni, że poprzestał na terenach na wschód od Urmii. Wykopaliska archeologiczne z początku XXI wieku nie wykazały śladów obecności Urartyjczyków w prowincji Azerbejdżan Wschodni w Iranie.
Po śmierci Sargona II w 705 roku p.n.e. na tronie Asyrii zasiadł jego syn – Sennacheryb, który przez długi okres dowodził wywiadem asyryjskim w Urartu. Stosunki między dwoma państwami stały się mniej napięte, jednak Urartu nie podejmowało prób przywrócenia swojej potęgi na Bliskim Wschodzie.